# الكعبية الطباش الحجاجرة
كعبية طباش حجاجرة هي قرية عربية بدوية تقع في شمال فلسطين. تدار من قبل مجلس محلي منذ سنة 1996. فيها عيادة تابعة لصندوق المرضى، ملعب كرة قدم ومركز جماهيري ومسجدان. تتألف هذه القرية من ثلاث قبائل رئيسية هي: طباش، كعبية، حجاجرة.

## السكان
في عام 2021، بلغ عدد السكان 5,732 نسمة. 2,880 ذكر و2,851 أنثى. 99.7 من مُجمل السكان هم عرب الا ان جميعهم مسلمون.  تتكون بلدة الكعبية الطباش الحجاجرة من ثلاث قبائل أساسية وهي: طباش، كعبية، حجاجرة وتحوي كل قبيلة على أكثر من عائلة. قبيلة الكعبية، تتألف من عدة عائلات منها السلامنة ، مورة ، وحش ابو سويد ، البروق ( عائلة برق ) الخويرات ، ابو عيد ،ابو سعيد ، الطواهرة. قبيلة الحجاجرة، تتألف من عائلة واحدة وهم أبناء محمد الحجار وأبنائه ياسين وغازي. قبيلة الطباش، تتألف من عدة عائلات وأهمها عائلة سويطات وطباش بالإضافة إلى خمس عائلات يهودية تسكن في القرية.

## التربية والتعليم
هنالك ثلاثة مدارس في الكعبية: ابتدائية، اعدادية، وثانوية بإدارة شبكة عمال (بالعبرية:עמל). وبحسب إحصائيات عام 2021، فإن هذه المدارس تحتوي على 53 صف، وتضُم 1,339 طالبًا وطالبة ما بين المرحلة الإبتدائية والثانوية. وبلغت نسبة المؤهلين لشهادة الثانوية العامة (شهادة بجروت) إلى 70.2%.

## الخلفية التاريخية
تم إنشاء هذه القرية سنة 1970 بهدف إعطاء حل سكني لبدو «عرب الكعابية» الذين انتشروا في الجليل بشكل عشوائي، وضمت ثلاثة تجمعات بدوية هي: الكعبية (كعبية الشمال وكعبية الجنوب) التي أنشئت سنة 1970، طباش الملقبة ب خلف طباش التي تأسست سنة 1979، الحجاجرة التي تأسست سنة 1982 'من أجل إعطاء حل سكني لقبيلة عرب الكعابية (ومن هنا جاءت تسميتها). وفي عام 1995 اتحدت كعبية بالطباش والحجاجرة، وأعلن عن مجلس محلي لثلاثة القبائل في عام 1996 وهو موجود في بسمة طبعون.